# Rossini in Wildbad

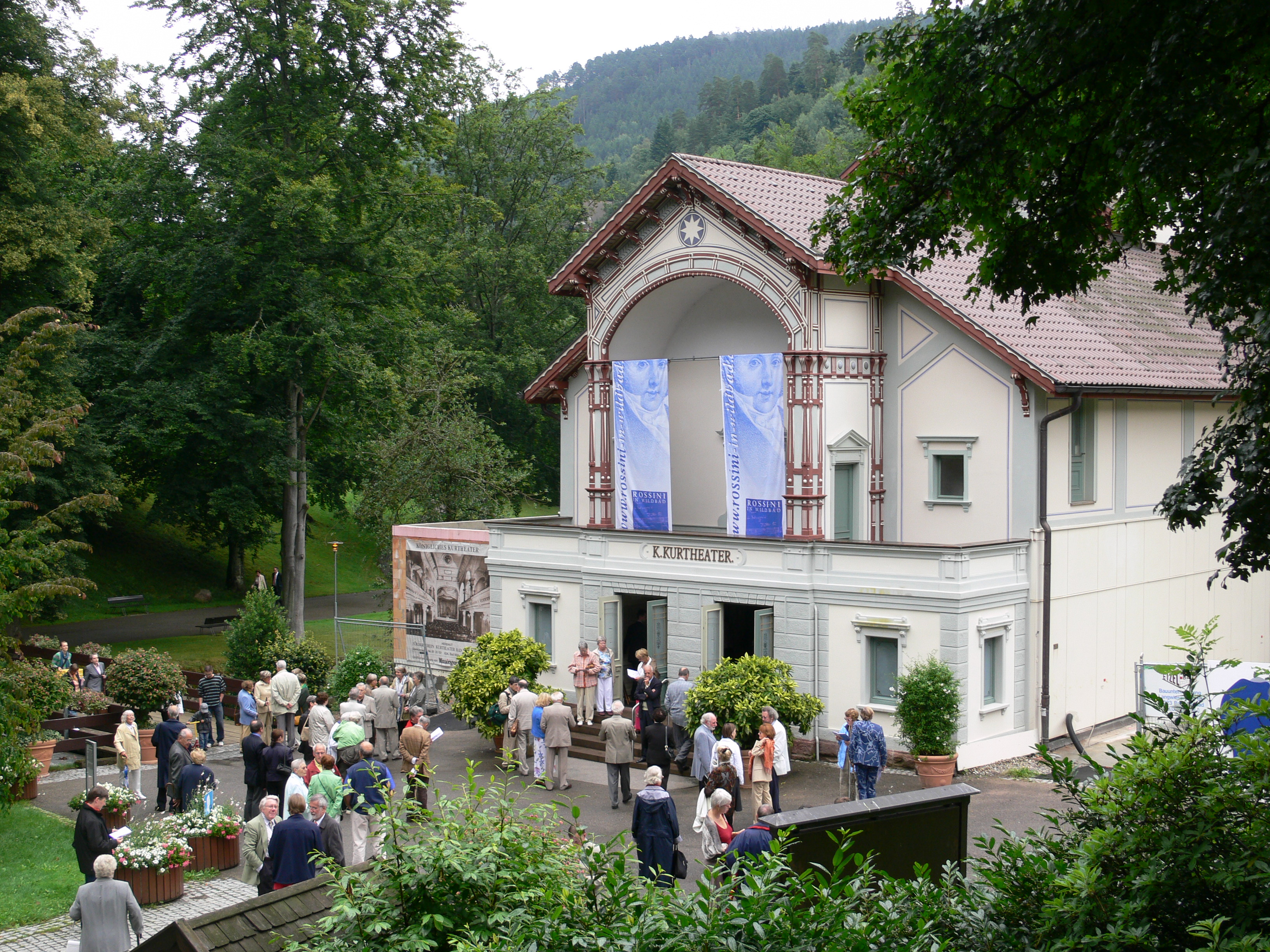
Das Königliche Kurtheater mit Festivalgästen, 2008

Rossini in Wildbad (Belcanto Opera Festival) ist ein Opern- und Musikfestival in Bad Wildbad im Nordschwarzwald. Das Festival widmet sich wie das Rossini Opera Festival Pesaro besonders dem Œuvre und der Epoche von Gioachino Rossini, der 1856 als Kurgast in Wildbad weilte. Auch selten aufgeführte Werke aus Rossinis Umfeld und Parallelvertonungen der von ihm komponierten Libretti stehen auf dem Spielplan.

## Geschichte

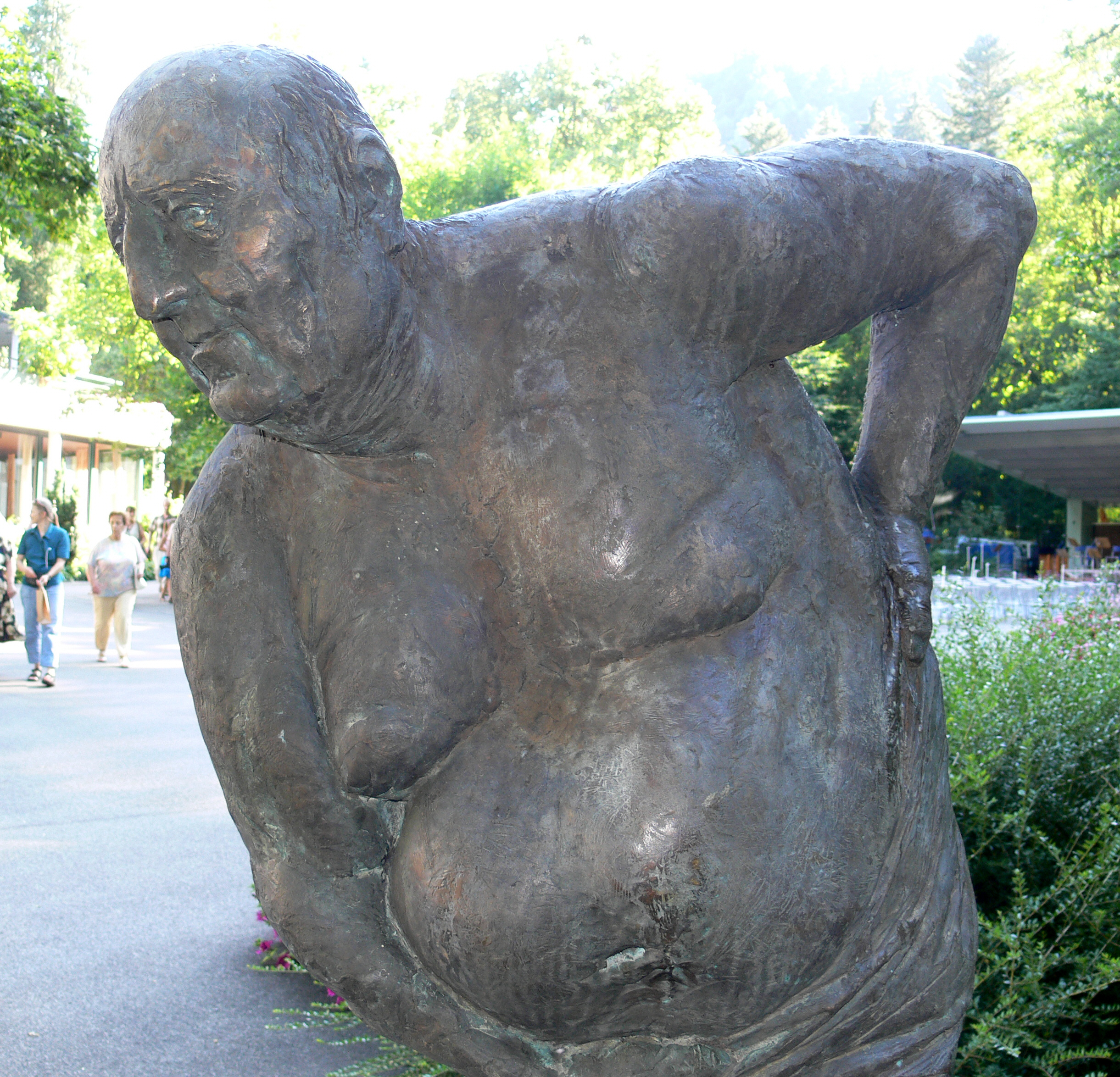
Rossini als Kurgast, Skulptur von Karl-Henning Seemann im Kurpark Bad Wildbad

Das Festival, das jährlich im Juni und Juli stattfindet, wurde 1989 auf Anregung von Margarete Bott, die sich mit Mitstreitern für die Wiederherstellung des Königlichen Kurtheaters einsetzte, von dem Dirigenten Wilhelm Keitel als künstlerischem Leiter und dem Kulturmanager Rüdiger Krüger als organisatorischem Leiter gegründet. Seit Ende 1991 hat Jochen Schönleber die künstlerische Leitung inne, seit 2000 ist er Intendant.
Opernvorstellungen fanden ursprünglich im Kurhaus statt, das noch gelegentlich für Proben und Konzerte genutzt wird. Seit 2010 finden die Opernvorstellungen und viele Aufnahmen in der Neuen Trinkhalle statt. Seit 2005 werden Opern und Konzerte auch im Königlichen Kurtheater gezeigt und aufgenommen sowie im Forum König-Karls-Bad (Haus des Gastes) gegeben. Alle Spielstätten befinden sich im oder in unmittelbarer Nähe zum Wildbader Kurpark, der über die Enztalbahn (im Netz der Stadtbahn Karlsruhe) direkt mit der Großstadt Pforzheim verbunden ist; die Anfangszeiten der Vorstellungen sind ausdrücklich „stadtbahnfreundlich“ angesetzt.
In Verbindung mit dem Festival wurde im Herbst 2004 die Akademie BelCanto gegründet. Akademiedirektor ist Jochen Schönleber. Erste Dozenten waren Alberto Zedda, Kurt Widmer, die junge Joyce DiDonato anlässlich einer CD-Produktion der Oper La Cenerentola mit dem damaligen SWR Rundfunkorchester Kaiserslautern für das Label NAXOS. Zahlreiche bekannte Sängerinnen und Sängern haben die Akademie absolviert, darunter Michael Spyres, Olga Peretyatko u. v. a. m.
Zahlreiche Produktionen des Festivals wurden auf Ton- und Bildträgern u. a. der Label Naxos und Bongiovanni veröffentlicht.

## Künstlerische Leitung
- 1989–1992: Wilhelm Keitel; Rüdiger Krüger
- Seit 1992: Jochen Schönleber (Intendant und Künstlerische Leitung)[1]
- Seit 2011: Antonino Fogliani (Musikalische Leitung)[2]

## Opernaufführungen
| Jahr | Komponist                           | Werk                                               | Bemerkungen                                                                | Musikalische Leitung               |
| ---- | ----------------------------------- | -------------------------------------------------- | -------------------------------------------------------------------------- | ---------------------------------- |
| 2024 | Michele Carafa                      | Masaniello                                         | Trinkhalle Bad Wildbad, konzertant                                         | Nicola Pascoli                     |
| 2024 | Gioachino Rossini                   | Le comte Ory                                       | Trinkhalle Bad Wildbad                                                     | Antonino Fogliani                  |
| 2024 | Gioachino Rossini                   | L’italiana in Algeri                               | Königliches Kurtheater                                                     | José Miguel Pérez-Sierra           |
| 2023 | Gioachino Rossini                   | Il signor Bruschino                                | Königliches Kurtheater                                                     | José Miguel Pérez-Sierra           |
| 2023 | Gioachino Rossini                   | Il barbiere di Siviglia                            | Trinkhalle Bad Wildbad                                                     | Antonino Fogliani                  |
| 2023 | Giovanni Pacini                     | Gli arabi nelle Gallie ossia Il trionfo della fede | Trinkhalle Bad Wildbad, konzertant                                         | Marco Alibrando                    |
| 2023 | Gioachino Rossini                   | Il vero omaggio                                    | Turm des Baumwipfelpfads                                                   | Antonino Fogliani                  |
| 2022 | Gioachino Rossini                   | Adina ossia Il califfo di Bagdad                   | Königliches Kurtheater                                                     | Luciano Acocella                   |
| 2022 | Gioachino Rossini                   | Ermione                                            | Trinkhalle Bad Wildbad                                                     | Antonino Fogliani                  |
| 2022 | Gioachino Rossini                   | Armida                                             | Trinkhalle Bad Wildbad                                                     | José Miguel Pérez-Sierra           |
| 2021 | Gioachino Rossini                   | Elisabetta regina d’Inghilterra                    | Offene Halle; in Zusammenarbeit mit Passionart                             | Antonino Fogliani                  |
| 2021 | Gioachino Rossini                   | La scala di seta                                   | Luft- und Sonnenbad, Open Air                                              | José Miguel Pérez-Sierra           |
| 2021 | Daniel-François-Esprit Auber        | Le philtre                                         | Offene Halle; moderne Erstaufführung                                       | Luciano Acocella                   |
| 2021 | Manuel García                       | I tre Gobbi                                        | Luft- und Sonnenbad, Open Air                                              | Paolo Raffo                        |
| 2020 | Manuel García                       | L’isola disabitata                                 | Open-Air-Aufführung mit Klavierbegleitung                                  | Andrés Jesús Gallucci              |
| 2019 | Giacomo Meyerbeer                   | Romilda e Costanza                                 | Moderne Erstaufführung                                                     | Luciano Acocella                   |
| 2019 | Gioachino Rossini                   | Matilde di Shabran                                 | Trinkhalle Bad Wildbad                                                     | José Miguel Pérez-Sierra           |
| 2019 | Gioachino Rossini                   | Tancredi                                           | Königliches Kurtheater; in Zusammenarbeit mit Passionart, Krakau           | Antonino Fogliani                  |
| 2019 | Manuel García                       | I tre Gobbi                                        | Königliches Kurtheater; moderne Erstaufführung                             | Andrés Jesús Gallucci              |
| 2019 | Johann Simon Mayr                   | L’accademia di musica                              | Königliches Kurtheater                                                     | Nicola Pascoli                     |
| 2018 | Gioachino Rossini                   | L’equivoco stravagante                             | Königliches Kurtheater; in Zusammenarbeit mit Staatsoper Russe (Stadt), BG | José Miguel Pérez-Sierra           |
| 2018 | Gioachino Rossini                   | La cambiale di matrimonio                          | Königliches Kurtheater                                                     | Jacopo Brusa                       |
| 2018 | Gioachino Rossini                   | Moïse                                              | Trinkhalle Bad Wildbad                                                     | Fabrizio Maria Carminati           |
| 2018 | Gioachino Rossini                   | Zelmira                                            | konzertant                                                                 | Gianluigi Gelmetti                 |
| 2017 | Manuel García                       | Le cinesi                                          | Königliches Kurtheater                                                     | Michele d’Elia                     |
| 2017 | Gioachino Rossini                   | Aureliano in Palmira                               | konzertant                                                                 | José Miguel Pérez-Sierra           |
| 2017 | Gioachino Rossini                   | Eduardo e Cristina                                 | konzertant                                                                 | Gianluigi Gelmetti                 |
| 2017 | Gioachino Rossini                   | Maometto secondo                                   | Trinkhalle Bad Wildbad                                                     | Antonino Fogliani                  |
| 2017 | Gioachino Rossini                   | L’occasione fa il ladro                            | Königliches Kurtheater                                                     | Antonino Fogliani                  |
| 2016 | Giuseppe Balducci                   | Il conte di Marsico                                | Moderne Erstaufführung; Gastspiel des Teatro Sarrià, Barcelona             | Achille Lampo                      |
| 2016 | Vincenzo Bellini                    | Bianca e Gernando                                  | Moderne Erstaufführung; konzertant                                         | Antonino Fogliani                  |
| 2016 | Gioachino Rossini                   | Sigismondo                                         | Trinkhalle Bad Wildbad                                                     | Antonino Fogliani                  |
| 2016 | Gioachino Rossini                   | Demetrio e Polibio                                 | Königliches Kurtheater                                                     | Luciano Acocella                   |
| 2015 | Gioachino Rossini                   | L’inganno felice                                   | Königliches Kurtheater                                                     | Antonino Fogliani                  |
| 2015 | Manuel García                       | Le cinesi                                          | Königliches Kurtheater                                                     | Michele d’Elia                     |
| 2015 | Gioachino Rossini                   | Bianca e Falliero                                  | Trinkhalle Bad Wildbad                                                     | Antonino Fogliani                  |
| 2015 | Gioachino Rossini                   | L’italiana in Algeri                               | konzertant                                                                 | José Miguel Pérez-Sierra           |
| 2015 | Peter Joseph von Lindpaintner       | Il vespro siciliano                                | Moderne Erstaufführung; konzertant                                         | Federico Longo                     |
| 2014 | Gioachino Rossini                   | Il viaggio a Reims                                 | konzertant                                                                 | Antonino Fogliani                  |
| 2014 | Gioachino Rossini                   | Adelaide di Borgogna                               | Trinkhalle Bad Wildbad                                                     | Luciano Acocella                   |
| 2014 | Francesco Morlacchi                 | Tebaldo ed Isolina                                 | Moderne Erstaufführung; konzertant                                         | Antonino Fogliani                  |
| 2013 | Gioachino Rossini                   | Guillaume Tell                                     | Trinkhalle Bad Wildbad                                                     | Antonino Fogliani                  |
| 2013 | Adolphe Adam                        | Le Chalet                                          |                                                                            | Federico Longo                     |
| 2013 | Gioachino Rossini                   | Ricciardo e Zoraide                                | Königliches Kurtheater                                                     | José Miguel Pérez-Sierra           |
| 2012 | Saverio Mercadante                  | I briganti                                         | Moderne Erstaufführung                                                     | Antonino Fogliani                  |
| 2012 | Gioachino Rossini                   | Adina ossia Il califfo di Bagdad                   |                                                                            | Antonino Fogliani, Marco Alibrando |
| 2012 | Gioachino Rossini                   | Semiramide                                         | konzertant                                                                 | Antonino Fogliani                  |
| 2011 | Giuseppe Balducci                   | Il noce di Benevento                               | Moderne Erstaufführung                                                     | Eliseo Castrignanò                 |
| 2011 | Stefano Pavesi                      | Ser Marcantonio                                    | Moderne Erstaufführung                                                     | Massimo Spadano                    |
| 2011 | Gioachino Rossini/Giovanni Tadolini | Stabat mater                                       | Uraufführung; Fassung von 1833, orchestriert von Antonino Fogliani         | Antonino Fogliani                  |
| 2011 | Gioachino Rossini                   | Giovanna d’Arco                                    | Moderne Erstaufführung; orchestriert von Marco Taralli                     | Antonino Fogliani                  |
| 2011 | Gioachino Rossini                   | Il turco in Italia                                 |                                                                            | Antonino Fogliani                  |
| 2010 | Pietro Generali                     | Adelina                                            | Moderne Erstaufführung                                                     | Giovanni Battista Rigon            |
| 2010 | Gioachino Rossini                   | La Cenerentola                                     |                                                                            | Antonino Fogliani                  |
| 2010 | Gioachino Rossini                   | Le siège de Corinthe                               | konzertant                                                                 | Jean-Luc Tingaud                   |
| 2009 | Gioachino Rossini                   | Il signor Bruschino                                |                                                                            | Antonino Fogliani                  |
| 2009 | Gioachino Rossini                   | La gazza ladra                                     |                                                                            | Alberto Zedda, Ryuichiro Sonoda    |
| 2009 | Nicola Vaccai                       | La sposa di Messina                                | konzertant                                                                 | Antonino Fogliani                  |
| 2008 | Giovanni Pacini                     | Il convitato di pietra                             |                                                                            | Daniele Ferrari                    |
| 2008 | Wolfgang Rihm                       | Kolonos                                            | Uraufführung; konzertant                                                   | Antonino Fogliani                  |
| 2008 | Gioachino Rossini                   | Edipo a Colono                                     | konzertant                                                                 | Antonino Fogliani                  |
| 2008 | Gioachino Rossini                   | L’italiana in Algeri                               | konzertant                                                                 | Alberto Zedda                      |
| 2008 | Gioachino Rossini                   | Otello ossia Il moro di Venezia                    |                                                                            | Antonino Fogliani                  |
| 2007 | Giuseppe Balducci                   | Boabdil, re di Granata                             | Moderne Erstaufführung                                                     | Michele d’Elia                     |
| 2007 | Gioachino Rossini                   | La gazzetta                                        |                                                                            | Christopher Franklin               |
| 2007 | Gioachino Rossini                   | La scala di seta                                   |                                                                            | Antonino Fogliani                  |
| 2007 | Saverio Mercadante                  | Don Chisciotte alle nozze di Gamaccio              | konzertant                                                                 | Antonino Fogliani                  |
| 2006 | Michele Carafa                      | I due Figaro                                       |                                                                            | Brad Cohen                         |
| 2006 | Giuseppe Balducci                   | I gelosi                                           |                                                                            | Michele d’Elia                     |
| 2006 | Gioachino Rossini                   | La cambiale di matrimonio                          |                                                                            | Christopher Franklin               |
| 2006 | Gioachino Rossini                   | La donna del lago                                  |                                                                            | Alberto Zedda                      |
| 2006 | Gioachino Rossini                   | Mosè in Egitto                                     |                                                                            | Antonino Fogliani                  |
| 2005 | Giacomo Meyerbeer                   | Semiramide riconosciuta                            | Moderne Erstaufführung; halbszenisch                                       | Richard Bonynge                    |
| 2005 | Gioachino Rossini                   | L’inganno felice                                   |                                                                            | Alberto Zedda                      |
| 2005 | Gioachino Rossini                   | L’occasione fa il ladro                            |                                                                            | Antonino Fogliani                  |
| 2004 | Johann Simon Mayr                   | L’amor coniugale                                   |                                                                            | Christopher Franklin               |
| 2004 | Gioachino Rossini                   | La Cenerentola                                     | konzertant                                                                 | Alberto Zedda                      |
| 2004 | Gioachino Rossini                   | Ciro in Babilonia                                  |                                                                            | Antonino Fogliani                  |
| 2004 | Gioachino Rossini                   | Il barbiere di Siviglia                            | konzertant                                                                 | Alessandro De Marchi               |
| 2003 | Gioachino Rossini                   | Torvaldo e Dorliska                                |                                                                            | Alessandro De Marchi               |
| 2003 | Johann Simon Mayr                   | L’accademia di musica                              | Moderne Erstaufführung                                                     | Gabriele Bellini                   |
| 2003 | Luigi Mosca                         | L’italiana in Algeri                               |                                                                            | Brad Cohen                         |
| 2002 | Peter von Winter                    | Maometto                                           |                                                                            | Brad Cohen                         |
| 2002 | Gioachino Rossini                   | Maometto secondo                                   |                                                                            | Brad Cohen                         |
| 2002 | Gioachino Rossini                   | Le comte Ory                                       |                                                                            | Brad Cohen                         |
| 2001 | Gioachino Rossini                   | La pietra del paragone                             |                                                                            | Alessandro De Marchi               |
| 2001 | Vincenzo Pucitta                    | Verter                                             | Moderne Erstaufführung; gelegentlich auch Johann Simon Mayr zugeschrieben  | Paul Terracini                     |
| 2000 | Gioachino Rossini                   | L’equivoco stravagante                             | semistage                                                                  | Alberto Zedda                      |
| 1999 | Gioachino Rossini                   | Elisabetta regina d’Inghilterra                    |                                                                            | Herbert Handt                      |
| 1998 | Adriana Hölszky                     | Der Aufstieg der Titanic, OperRatte                | Deutsche Erstaufführung                                                    | Dietburg Spohr                     |
| 1998 | Gioachino Rossini                   | Matilde di Shabran                                 |                                                                            | Francesco Corti                    |
| 1997 | Gioachino Rossini                   | Eduardo e Cristina                                 | Moderne Erstaufführung                                                     | Francesco Corti                    |
| 1996 | Gioachino Rossini                   | Aureliano in Palmira                               |                                                                            | Francesco Corti                    |
| 1995 | Gioachino Rossini                   | Sigismondo                                         |                                                                            | Marc Andreae                       |
| 1994 | Karlheinz Stockhausen               | Freitag aus Licht (Ausschnitte)                    | Uraufführung                                                               | Karlheinz Stockhausen              |
| 1994 | Gioachino Rossini                   | Le nozze di Teti e di Peleo                        | szenische Kantate                                                          | Marc Andreae                       |
| 1993 | Gioachino Rossini                   | L’equivoco stravagante                             | bearbeitet, auch 1994; moderne Erstaufführung; Originalfassung             | Rüdiger Bohn                       |
| 1992 | Gioachino Rossini                   | Edipo a Colono                                     |                                                                            | Carmen Maria Cârneci               |
| 1991 | Gioachino Rossini                   | Semiramide                                         |                                                                            | Wilhelm Keitel                     |
| 1990 | Gioachino Rossini                   | L’occasione fa il ladro                            |                                                                            | Wilhelm Keitel                     |
| 1989 | Gioachino Rossini                   | La scala di seta                                   |                                                                            | Wilhelm Keitel                     |